# Wilhelm Bogusławski
Wilhelm Józef Bogusławski ( 1825 – 11. prosince 1901) byl polský právník, historik a přítel Lužických Srbů.
Společně s Michalem Hórnikem napsal knihu Dějiny Lužických Srbů (Stawizny Serbow), která vyšla v roce 1884 v Budyšíně.